# ASVD Korfbal
ASVD Dronten is een korfbalvereniging uit Dronten.
De vereniging werd opgericht op 23 november 1964. De clubkleuren van het tenue zijn een groen shirt met een witte broek. ASVD speelt haar wedstrijden op het veld aan de Educalaan 39 in Dronten.
De zaalwedstrijden worden gespeeld in Sporthallen 't Dok aan de Educalaan 3 te Dronten. Het aantal leden schommelt al een aantal jaren tussen de 300 en 400.

## Hoofdsponsors en naamsverbintenis
Door de jaren heen zijn er verschillende hoofdsponsors van ASVD geweest. Zo hebben diverse ondernemingen uit Dronten het shirt gesierd. Als een van de eerste clubs, welke niet op het hoogste landelijke niveau speelde, was het ASVD wat een naamsverbinding met een sponsor aanging. 
De eerste naamsponsor was Syconos, waarna de club door het leven ging als ASVD/Syconos. Na 5 jaren werd deze opgevolgd door AgroMedia, waarna de clubnaam werd omgezet in ASVD/Agromedia. Toen dit Dronter bedrijf haar naam veranderde naar Kwoot, werd ook de naamsverbinding omgezet naar ASVD/Kwoot. 
Na een lange verbintenis met AgroMedia en daarna Kwoot, werd er in 2018 een nieuwe sponsor gevonden in PV Systems, waarna de club als ASVD | PV Systems door het leven ging. 
In het najaar van 2023 is Q-cape de nieuwe naamsponsor van de club en gaat de club door het leven als ASVD | Q-cape.  

## Bekende (oud)spelers
- Sjors Keij (kv Heerenveen, Dos'46)
- Friso Boode (LDODK/Rinsma modeplein, Nic. | Coach DOS'46/VDK groep)
- Fleur Hoek (Fortuna, DVO)
- Ruben Boode (Team NL ass. bondscoach, OVVO, TOP)
- Jacco Boonstra (Blauw Wit(A))

## (Oud) trainers
- Arco Goedkoop
- Eric Geijtenbeek
- Wilbert Leendertse (interim)
- Brenda Voortman
- Gerwin Bos
- Adri Kok
- Wilbert Leendertse
- Flip Horree
- Jan Tonny Visser
- Jan Tuttel
- Hans van der Kaa
- Albert Neijenhuis
- Pieter Treep